# Aconitum berdaui
Aconitum berdaui là một loài thực vật có hoa trong họ Mao lương. Loài này được Zapal. mô tả khoa học đầu tiên năm 1908.